# Псина (река)
Пси́на (пол. Psina) — река в Польше, левый приток верхней Одры, протекает по территории Глубчицкого и Рацибужского поветов в Опольском и Силезском воеводствах на юге страны.
Длина реки составляет 49,3 км, площадь водосборного бассейна — 672,9 км². Средний расход воды около Боянува в 9 км от устья c 1970 по 1990 гг — 2,09 м³/с. Средняя амплитуда колебаний уровня воды около Боянува с 1969 по 1986 гг — 2,17 м.
Псина начинается западнее города Глубчице около польско-чешской границы. Течёт в основном на юго-восток, в низовье поворачивает на восток. Впадает в Одру на высоте 183 м над уровнем моря выше Рацибужа.
Крупнейший приток — Троя, впадает справа в нижнее течение около Самборовице.